# Hans-Siegfried Schuster
Hans-Siegfried Schuster (* 27. November 1910 in Grassau in der Altmark; † 16. Oktober 2002) war ein deutscher Altorientalist.
Schuster, Sohn des Pfarrers Paul Schuster, besuchte das Stadtgymnasium in Halle und studierte seit 1930 Altorientalistik an der Universität Leipzig. Hier wurde Benno Landsberger sein Lehrer, nach der Emigration Landsbergers wurde er 1936 bei Johannes Friedrich promoviert. Anschließend war er bis 1937 als Hilfskraft beschäftigt. Nach einem Unfall war er von 1939 bis 1945 in der Wehrmachtsverwaltung tätig. Seit 1946 war Schuster Assistent am Orientalischen Institut der Universität Leipzig, 1960 erhielt er eine Dozentur. Schuster lehrte nicht nur Altorientalistik, sondern auch Arabistik und Turkologie. Ihm ist am Kriegsende die Rettung eines Teils der Tontafelsammlung des Leipziger Instituts zu verdanken sowie der Wiederaufbau seiner im Krieg zerstörten Bibliothek. Beim Bau der Berliner Mauer befand er sich nicht in der DDR und kehrte nicht dorthin zurück. Ab Januar 1962 hatte Schuster eine „Flüchtlingsassistentenstelle“ an der Universität zu Köln, wo er am 22. Januar 1964 habilitiert wurde und am 3. April 1968 zum Professor und Wissenschaftlichen Rat ernannt wurde.
Sein wissenschaftliches Werk ist vor allem mit der Erforschung des Hattischen verbunden.

## Schriften (Auswahl)
- Die nach Zeichen geordneten sumerisch-akkadischen Vokabulare. Dissertation. In: Zeitschrift für Assyriologie. 44, 1938, S. 217–270.
- Die hattisch-hethitischen Bilinguen. Brill, Leiden, Band 1, 1974, ISBN 90-04-03878-7; Band 2, 2002, ISBN 90-04-11637-0.